# 印度犀
印度犀（學名：Rhinoceros unicornis）又称独角犀、大独角犀，是产自南亚的一种犀牛，现仅见于印度阿薩姆邦和尼泊尔的草原、沼泽及森林地带，野生活体总数约3600頭，是数量最多的亚洲犀牛。
印度犀是现存体型最大的犀牛之一，鼻上仅有一角，与爪哇犀是近亲。

## 外表特徵
印度犀重達4000磅，鼻上只有一只角，是世上體型最大的大單角犀牛。印度犀的角並不是很長，通常受威脅時牠們會用28英哩的速度衝撞對方，但求偶時則會利用下顎幾顆3.5英吋的獠牙互咬，覓食時牠們一次能吃下50磅的植物。印度犀的皮厚且十分大片，有數層的皺摺，但牠們的皮膚相當敏感，因此會定時去泥潭來驅除皮膚上的寄生蟲。

## 生長範圍
印度犀在歷史上曾經居住於巴基斯坦到緬甸的廣大地區，甚至在中國境内廣泛分佈。但由於人類居住地的擴大，分佈範圍大大收縮，目前只在印度東北部和尼泊爾境内少量存在。歷史上，托馬斯·C·捷爾頓曾於1874年這樣描寫這種印度的哺乳動物：“這種巨大的犀牛居住于喜馬拉雅山的尼泊爾山腳。它在西藏地區的東部比西部分佈更爲廣泛，在阿萨姆（印度东北部一邦）是种群最为繁盛。”
約一個世紀前，印度犀剩不到200頭存活於阿薩姆邦。經過保育後，2010年，約有2700餘頭，其中四分之一被限制在印度北部和鄰近尼泊爾的十個小型保留區內，其餘約2000頭幾乎生活在布拉馬普得拉河上的加濟蘭加國家公園內。
現在主要分布於尼泊爾的奇特旺國家公園。

## 繁殖
雄性的印度犀在九歲達到性成熟期，而雌性則在五歲就達到，一般在6-8歲產下第一胎。母犀牛在發情期發出叫聲，以吸引公犀牛的注意，從而進行交配。公犀牛之間則通過打鬥來決定交配權，由於他們使用鋒利的牙齒進行決鬥，因此往往可以造成致命的傷害。
孕期為16個月，斷奶期為18個月。繁殖間歇期約為三年。小犀牛在出生後會與母親共同相處好幾年，等到新的犀牛出生後，母親就會趕走年齡較大的孩子。